# Muang Vilabouli
Muang Vilabouli är ett distrikt i Laos.   Det ligger i provinsen Savannakhet, i den centrala delen av landet, 400 km öster om huvudstaden Vientiane.